# موتور کندل
موتور کندل، روستایی از توابع بخش دلگان شهرستان ایرانشهر در استان سیستان و بلوچستان ایران است.

## جمعیت
این روستا در دهستان جلگه چاه هاشم قرار دارد و براساس سرشماری مرکز آمار ایران در سال ۱۳۸۵، جمعیت آن ۴۶۹ نفر (۹۷خانوار) بوده‌است.